# Kyle Riabko
Kyle Riabko (* 29. September 1987 in Saskatoon, Saskatchewan) ist  ein kanadischer Schauspieler und Sänger.

## Leben

### Musikkarriere
Seit seinem 10. Lebensjahr tritt Riabko öffentlich auf. Mit 12 Jahren tourte er als Teil der Band Bluesway Express durch Ostkanada. Während seines ersten High School Jahres begann er eine internationale Karriere, unter anderem als Vorsänger bei John Mayer, Buddy Guy und den Pussycat Dolls. Einen Fünf-Jahres-Vertrag unterzeichnete er im Jahr 2003 bei Aware/Columbia Records.
Sein erstes Album veröffentlichte er im April 2005. Auf diesem befinden sich nur Lieder, die er selbst geschrieben hat.
Im September 2007 ersetzte er Chris Soucy in der Band Stephen Kellogg and the Sixers als zweiten Gitarristen.

### Schauspielkarriere
Riabko ersetzte im Mai 2008 Jonathan Groff in der Broadway-Produktion des Musicals Spring Awakening. Im August desselben Jahres trat er einer nationalen Tour dieses Musicals bei. Im Juni 2009 verließ er die Broadway-Produktion ganz.
Des Weiteren ist Riabko auch schon in verschiedenen Film- und Fernsehrollen aufgetreten, darunter als Milo Keegan in Instant Star und als Ian, den Freund von Trevor Donovans Serienrolle Teddy Montgomery in 90210.

## Filmografie (Auswahl)
- 2008: Instant Star (Fernsehserie, 4 Folgen)
- 2009: Limelight (Fernsehfilm)
- 2010–2011: 90210 (Fernsehserie, 9 Folgen)
- 2011: Bench Seat